# Jan Mieczysław Polinkiewicz
Jan Mieczysław Polinkiewicz (ur. 20 czerwca 1899, zm. 19 listopada 1985) – polski inżynier, oficer.

## Życiorys
Urodził się 20 czerwca 1899. Brał udział w walkach o Lwów 1919-1920. Ukończył studia na Politechnice Lwowskiej z tytułem inżyniera. Podczas II wojny światowej był więziony przez sowietów na Sybirze. Później był oficerem 2 Korpusu w ramach Polskich Sił Zbrojnych.
Po wojnie przebywał na emigracji w Wielkiej Brytanii. Należał do Koła Lwowian i zaprojektował winietę czasopisma tej organizacji, „Biuletynu”. Od 24 marca do 12 lipca 1972 był członkiem Rady Stanu Rzeczypospolitej Polskiej z ramienia Ruchu Niezależnej Polityki Polskiej. Zmarł nagle podczas pobytu w Polsce 19 listopada 1985. Został pochowany na Cmentarzu Centralnym w Gliwicach.

## Ordery i odznaczenia
- Złoty Krzyż Zasługi (3 maja 1966)[4]
- Medal Niepodległości (9 stycznia 1932, za pracę w dziele odzyskania niepodległości)[5]